# Патерностер (рыбная ловля)

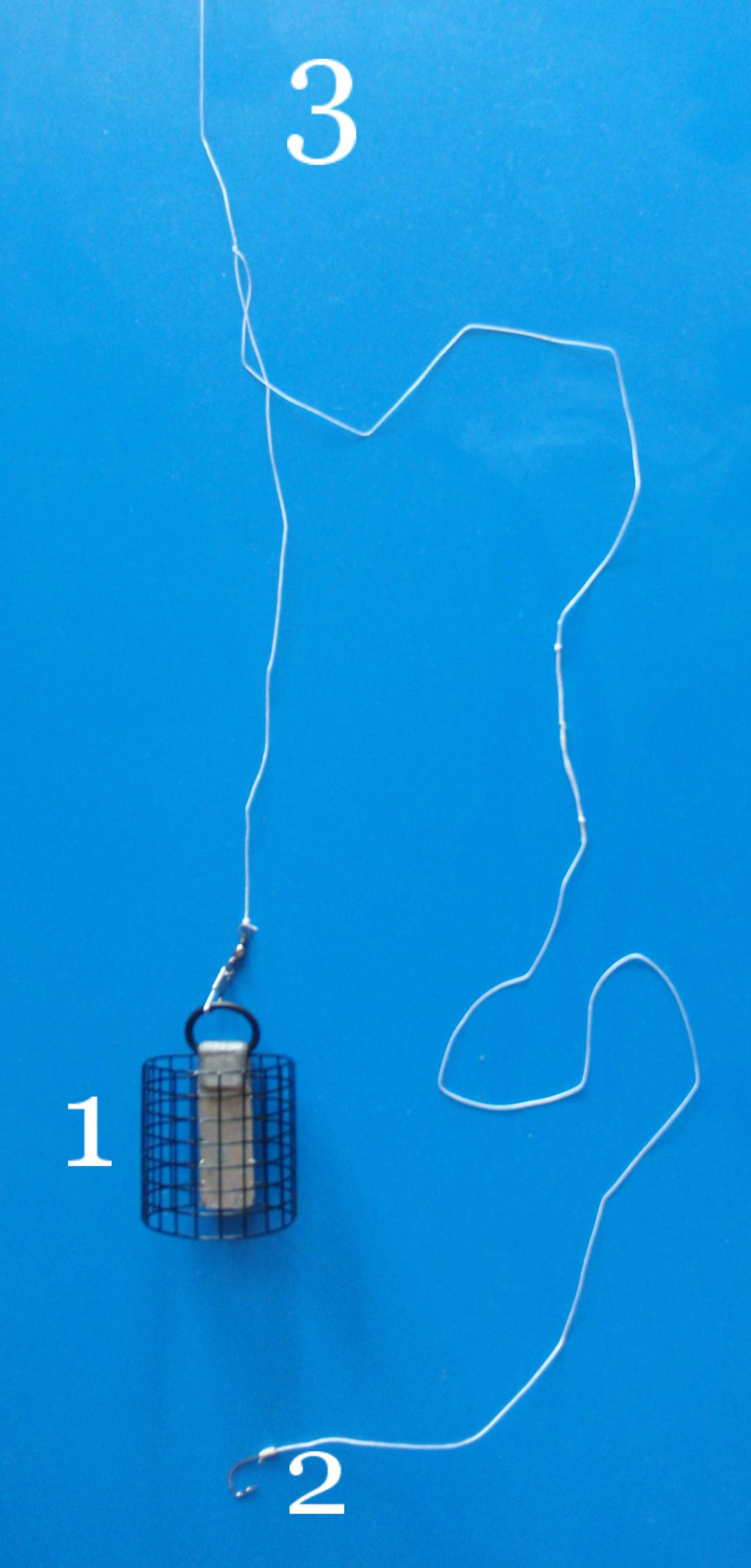
1 — кормушка
2 — крючок
3 — леска

Па́терно́стер (от лат. Pater noster — «Отче наш») — один из вариантов оснастки фидерного удилища. Быстро вяжется как на основной леске (или плетёнке), так и отдельно от неё.
Особенность патерностера заключается в том, что при правильно настроенной снасти малейшее прикосновение рыбы к крючку будет отражено на вершинке фидерного удилища, что сигнализирует о поклёвке и о том, что в данный момент можно подсекать рыбу. Особенно эффективен на течении, при ловле в стоячей воде несколько уступает в чувствительности скользящей оснастке running rig. В отличие от последней, часто работает на самозасечку рыбы. Также к преимуществам патерностера можно отнести простоту изготовления и малую склонность к запутыванию.